# چپه (دهانه)
چپه یک دهانه برخوردی در ماه‌ است.